# Charles Philippe Ronsin

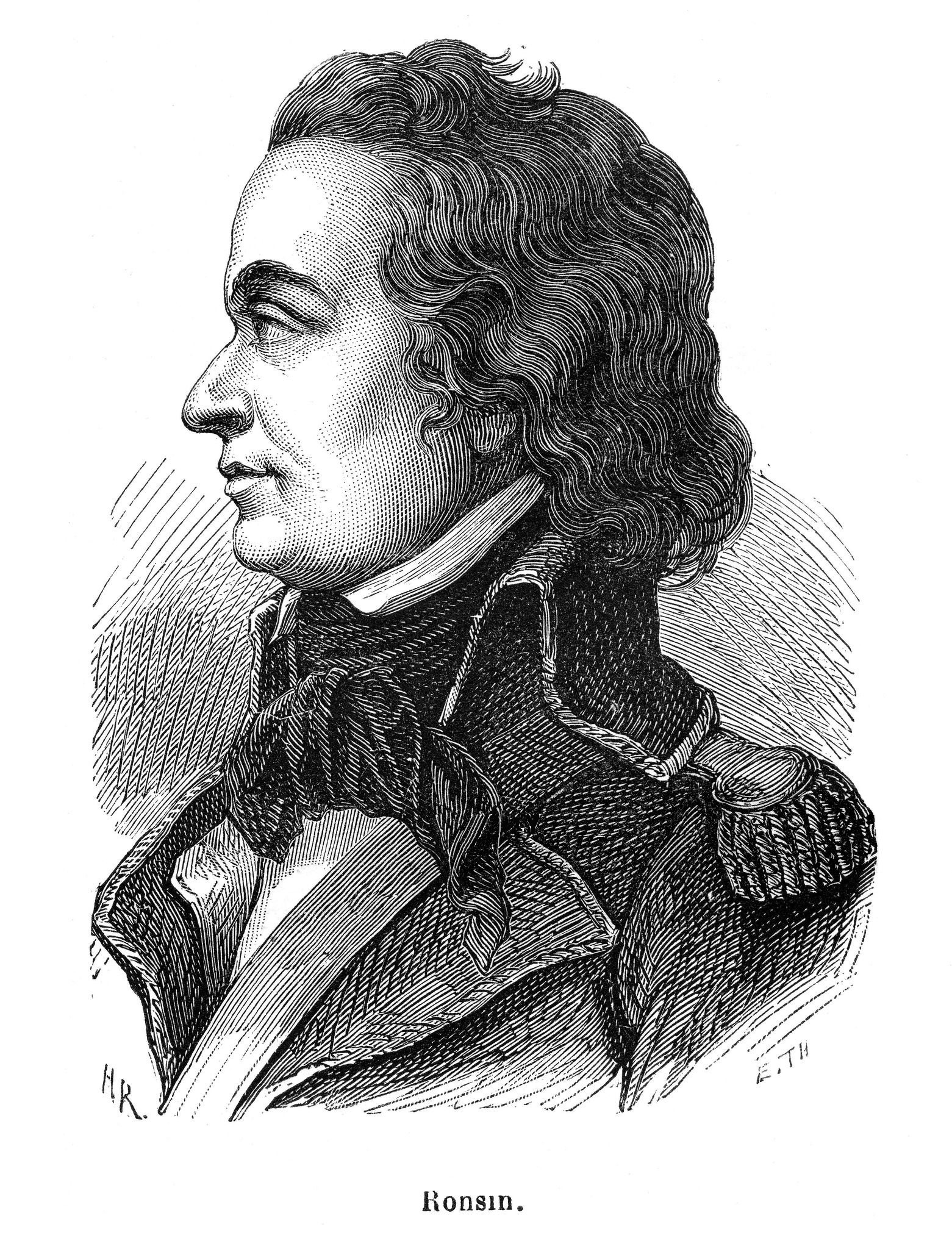
Charles Philippe Ronsin

Charles Philippe Henri Ronsin (* 1. Dezember 1751 in Soissons, Département Aisne; † 24. März 1794 in Paris) war ein Politiker während der Französischen Revolution, der vom Herbst 1793 bis zu seiner Verhaftung im März 1794 zu den führenden „Hébertisten“ zählte.

## Leben
Charles Philippe Ronsin diente von 1768 bis 1772 im Regiment Aunis. Er verließ die Armee im Rang eines Korporals und begab sich nach Paris, um dort als Schauspieler zu arbeiten. Der Sohn eines wohlhabenden Böttchers wurde in Paris ein bekannter Künstler, der auch Theaterstücke schrieb, die zum Teil erst während der Revolution an den Pariser Theatern gespielt wurden, und der zu den engen Freunden des bekannten Malers Jacques-Louis David gehörte.
Ronsin befürwortete den Ausbruch der Revolution und diente seit Juli 1789 im Rang eines Hauptmanns in der Nationalgarde des Pariser Bezirkes Saint-Roch. Er wurde politisch aktiv, zählte im Jahr 1790 zu den ersten Mitgliedern des Klubs der Cordeliers und schloss sich den Anhängern Jacques-René Héberts an. Bald galt er als einer der militantesten Sansculotten, der sich vor allem als ein besonders radikaler Kritiker der Kirche profilierte und der nach der fehlgeschlagenen Flucht des Königs im Juni 1791 die Absetzung Ludwigs XVI. sowie die Ausrufung der Republik forderte.
Ronsin wirkte seit November 1792 als Kommissar des Provisorischen Vollzugsrates bei den Truppen der Nordregion. Der Kriegsminister Jean-Nicolas Pache entsandte ihn außerdem nach Belgien, um dort den Oberbefehlshaber der französischen Revolutionstruppen General Charles-François Dumouriez zu überwachen.
Der pflichtbewusste und zuverlässige Revolutionär leitete seit Ende April 1793 eine Abteilung des Kriegsministeriums, zu deren Aufgaben die Überwachung der Offiziere und die militärische Koordination des Vernichtungskrieges in der Vendée gehörte. Im Sommer 1793 kommandierte Ronsin persönlich einige Revolutionseinheiten gegen die aufständischen Bauern und erlangte durch Protektion des neuen Kriegsministers Bouchotte den Rang eines Brigadegenerals. Allerdings wurde die Schlagkraft der Revolutionstruppen durch innere Streitigkeiten der Sansculottengeneräle Jean Antoine Rossignol und Ronsin mit den altgedienten Offizieren stark beeinträchtigt. Anfang 1794 empfahl Ronsin die systematische Entvölkerung der Vendée. Die Aufständischen sollten deportiert werden und durch neu angesiedelte Anhänger der Republik ersetzt werden.
Im September 1793 bekam Ronsin aufgrund eines Vorschlages seines Freundes Jacques-Louis David, der zu einem einflussreichen Mitglied des Sicherheitsausschusses aufgestiegen war, das Oberkommando der neu gebildeten Pariser Revolutionsarmee übertragen. Diese war geschaffen worden, um die Terrorherrschaft in den Provinzen durchzusetzen, und Ronsin sollte die eilig ausgehobenen Truppen umgehend nach Lyon zu führen. Der ultrarevolutionäre Politiker war dann mitverantwortlich für die drakonischen Strafmaßnahmen, die nach der Einnahme der aufständischen Stadt im Oktober 1793 an den Bürgern vollzogen wurden. Wegen seiner Brutalität und Korruption wurde er von Pierre Philippeaux im Nationalkonvent scharf angegriffen. Derweilen kämpfte Ronsin als Parteigänger Héberts in Lyon gegen die Fraktion der „Nachsichtigen“ um Danton und Desmoulins. Er wurde deswegen nach Paris beordert und auf Drängen Fabre d’Églantines am 17. Dezember 1793 verhaftet.
Am 2. Februar 1794 wurde Ronsin aufgrund des zunehmenden Druckes der von den Cordeliers gesteuerten Volksbewegung freigelassen. Er rief daraufhin am 2. März 1794 im Klub der Cordeliers zum Volksaufstand gegen die Revolutionsregierung auf und begann sofort dessen Vorbereitung zu organisieren. Maximilian de Robespierre erkannte die Gefahr einer Volkserhebung und ließ deshalb in der Nacht vom 13. zum 14. März 1794 alle führenden Hébertisten, so auch Charles Philippe Ronsin, verhaften und durch das Revolutionstribunal wenige Tage später zum Tode verurteilen.
Charles Philippe Henri Ronsin starb am 24. März 1794 (4. Germinal II) unter dem Fallbeil in Paris. An diesem Tag wurden neben ihm auch Hébert, dessen Parteigänger Antoine-François Momoro, François-Nicolas Vincent, Anacharsis Cloots, François Desfieux, Jacob Pereira und Paul Ulric Dubuisson sowie der belgische Spekulant Balthazar Proli und der niederländische Bankier Jean Conrad de Kock guillotiniert. Ronsin zeigte auf dem Weg zum Schafott viel Mut und bewahrte seine Ruhe. Sein Kopf wurde dem Volke gezeigt.

## Bibliographie
- 1786 -Théatre de M. Ronsin, imprimé au profit de sa belle-mere. A Paris: De l'imprimerie Cailleau
- 1789 - La ligue aristocratique, ou, Les catilinaires françoises. Paris: Au Palais-Royal, de l'imprimerie de Josseran
- 1790 - Louis XII, Père du Peuple. Tragédie, dédiée a la Garde Nationale. A Paris, chez L. Potier de Lille
- 1792 - Discours prononcé par Ch. Ph. Ronsin, le samedi 18 août 1792, l'an 4ème. de la liberté et le premier de l'egalité, à la section du Théâtre François, dite de Marseille, à l'occasion de la cérémonie funèbre ordonnée en l'honneur de nos frères d'armes morts à la journée du 10, pour la défense de la liberté et de l'égalite. A Paris: De l'imprimerie de Pougin
- 1792 - Grand discours fait par Ch.-Ph. Ronsin, l'an 4me. de la liberté, et le 1er. de l'égalité, à l'occasion de la cérémonie funèbre, faite le 26 août 1792, au jardin des Tuileries, ordonnée en l'honneur de nos frères d'armes morts à la journée du 10, pour la défense de la liberté et de l'égalité. Paris: De l'imprimerie de Pougin
- 1793 - Arétaphile, ou, La révolution de Cyrene : tragédie, en cinq actes, en vers, faite en 1786. Représentée, pour la première fois, sur le théâtre de la rue de Louvois, le 23 juin 1792. A Paris, Chez Guillaume, junior